# Izerbi
 (novembre 2023).
Si vous disposez d'ouvrages ou d'articles de référence ou si vous connaissez des sites web de qualité traitant du thème abordé ici, merci de compléter l'article en donnant les références utiles à sa vérifiabilité et en les liant à la section « Notes et références ».
Izerbi (en amazigh : ⵉⵣⵔⴱⵉ, en arabe: إزربي) est un village berbère de l'Anti-Atlas marocain situé au sud d'Agadir, à 35 km de Tafraout et 94 km de Tiznit dans la région de Souss-Massa. Elle appartient à la tribu Amanouz, qui dépend de la commune rurale Tarsouat.

## Histoire

### Toponymie
Les grands du village auraient choisi le nom d'Izerbi, nom relatif à l'expression amazighe "Azaren n Rebbi" ou "أزارن ن ربي" (en français : figues de Dieu), parce qu'il y avait des figuiers dans ce lieu, et avec le temps et la prononciation rapide, l'expression aurait donné Izerbi. Une autre version raconte que le nom est tiré de "Ighzer n Rebbi" ou "إغزر ن ربي" (en français : la vallée de Dieu).

## Découpage administratif
Le village Izerbi fait partie de la grande tribu d'Amanouz qui est composée d'une quarantaine de villages. La tribu d'Amanouz dépend de la commune rurale Tarsouat. Cette commune est rattachée au caïdat d'Ammeln, lui-même rattaché au cercle de Tafraout, au sein de la province de Tiznit.
La commune de Tarsouat est présidée actuellement par Omar Bouftass qui est originaire d'Izerbi. Même le premier président de la communauté rurale de Tarsouat était Houssine Ben Masaoud Ait Kader qui est né à Izerbi.

## Population

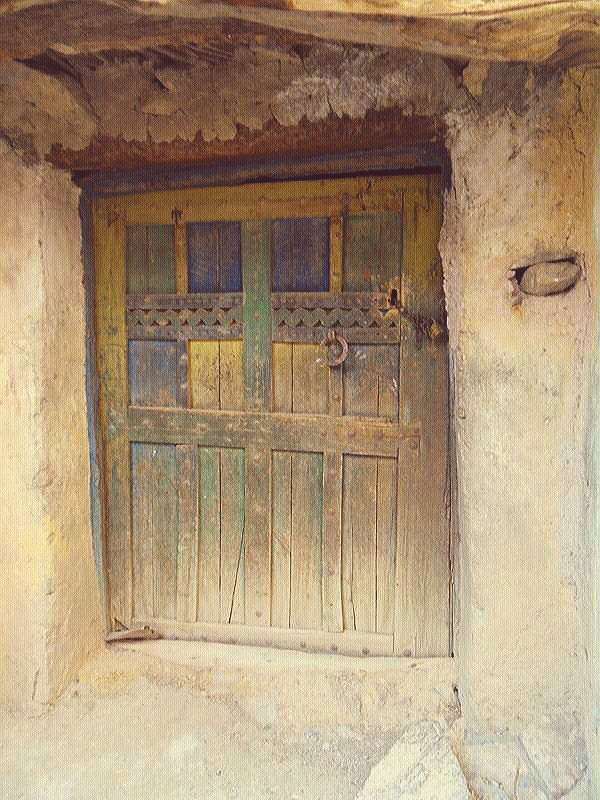
Ancienne porte parmi le patrimoine d'Izerbi

Une large part de la population d'Izerbi vit et travaille à Casablanca, Agadir, Tanger, Rabat et Tiznit. On estime que le nombre de personnes originaires d'Izerbi est de 3000.

## Personnalités notables
- Feu Issa Ben Saleh (Cheikh et fondateur de l'école d'Izerbi)
- Feu Taher Ben Nouaman (Cheikh et fondateur d'Izerbi)
- Abderrahman Bouftas (ancien ministre)
- Feu Said Bounaïlat (personnalité politique et nationaliste marocain)
- Said Bouftass (artiste peintre)
- Ali Ben Houssine Ait Bouftass (ancien homme politique et premier soussi à avoir un Ouissam Alaoui)
- Feu Belkacem Ben Houssine Ait Bouftass (ancien amghar en époque coloniale)
- Feu Belkacem Ben Ali Bouftass (ancien combattants et président des tribus jazoulies)
- Feu Mohamed Ben Boumlik (religieux et savant)
- Bouftas Boudrari (ancien militaire et nationaliste)
- Feu Houssine Ben Masaoud Ait Kader (premier président dans l'histoire de la commune de Tarsouat)
- Omar Bouftas (président actuel de la commune rurale de Tarsouat)
- Feu Ahmed Alouhmy (poète amateur)
- Alouhmy Karim (Président actuel de l'association d'Izerbi)
- Ali Bouftass (président actuel de l'association des commerçants du centre ville de Casablanca)
- Feu Mohamed Bouftass (ancien homme d'affaires entrepreneur)
- Mohammed Ben Hamou Alouhmy (Homme d'affaires prometteur)
- Abdellah Ben Ali Alouhmy (Homme d'affaires entrepreneur)
- Benkarim Belkacem (fondateur d'association IZERBI , Fondateur de l'Union AMANOUZE , Fondateur de l'association ISSAFANE , Fondateur de la Fondation Benkarim , Fondateur de la Fondation Souss pour le développement durable ,l'un des grands commerçant a derb omar (Societe Casatex , societe Comavet , societe Etoile décor , Societe Snaak ))